# Domenico Acerbi
Domenico Acerbi (Venezia, 22 aprile 1900 – Venezia, 7 marzo 1984) è stato un aviatore e religioso italiano.
Pilota durante la prima guerra mondiale e volontario nella impresa di Fiume, divenne nel dopoguerra frate missionario in Brasile.

## Biografia
Durante la prima guerra mondiale si arruolò volontario nel Regio Esercito ed entrò nel Corpo aeronautico militare. Dopo le scuole di pilotaggio, venne assegnato alla 87ª Squadriglia Aeroplani da ricognizione e bombardamento "la Serenissima", celebre per il volo su Vienna del 9 agosto 1918 con Gabriele D'Annunzio.
Finita la guerra, con il grado di sottotenente raccolse l'appello del poeta commilitone e fece parte della Compagnia Volontari "Mario Àngheben" che occupò Fiume, città della quale D'Annunzio proclamò l'annessione al Regno d'Italia il 12 settembre 1919.
Nel 1926, però, scelse di cambiare il corso della propria vita ed entrò nell'Ordine Domenicano. Venne inviato a formarsi a Oxford e studiò missiologia, dopo di che fu frate missionario in Brasile. Grazie alle sue capacità aviatorie, poté spostarsi nel vasto territorio per compiere le sue attività.
Rientrò in Italia nel 1939 e venne nominato padre provinciale dell'ordine a Bologna. Durante gli anni della Repubblica Sociale Italiana, sul finire del 1944 si impegnò per ottenere la liberazione dell'avvocato Angelo Senin, esponente antifascista democristiano il cui nome era compreso nella cosiddetta "Lista Jacchia". Riuscì a parlare con Benito Mussolini, che riconobbe il reduce di Fiume, e ad ottenere la liberazione del prigioniero.
Nel 1947 ritornò in Brasile per rientrare in Italia negli ultimi anni di vita, nel corso dei quali operò presso le carceri di Venezia.
Una lapide posta all'ingresso del convento adiacente alla basilica di San Domenico, inaugurata il 24 aprile 2014, ne ricorda l'attività in favore della città di Bologna, per preservarla dai bombardamenti durante le ultime fasi della guerra con il riconoscimento dello status di città aperta. La trattativa con Albert Kesselring, promossa dal cardinale Nasalli Rocca in accordo con il podestà Mario Agnoli, fu portata avanti attraverso padre Acerbi.